# 红岛陨石
红岛（Oileán Ruaidh）是2010年9月“机遇号”漫游车在火星上发现的一块陨石，它是一块45厘米宽的黑色岩石，被认为是一块铁陨石。其名称为取自爱尔兰多尼戈尔郡以爱尔兰语称呼的“红岛”（“Oileán Ruaidh”）。

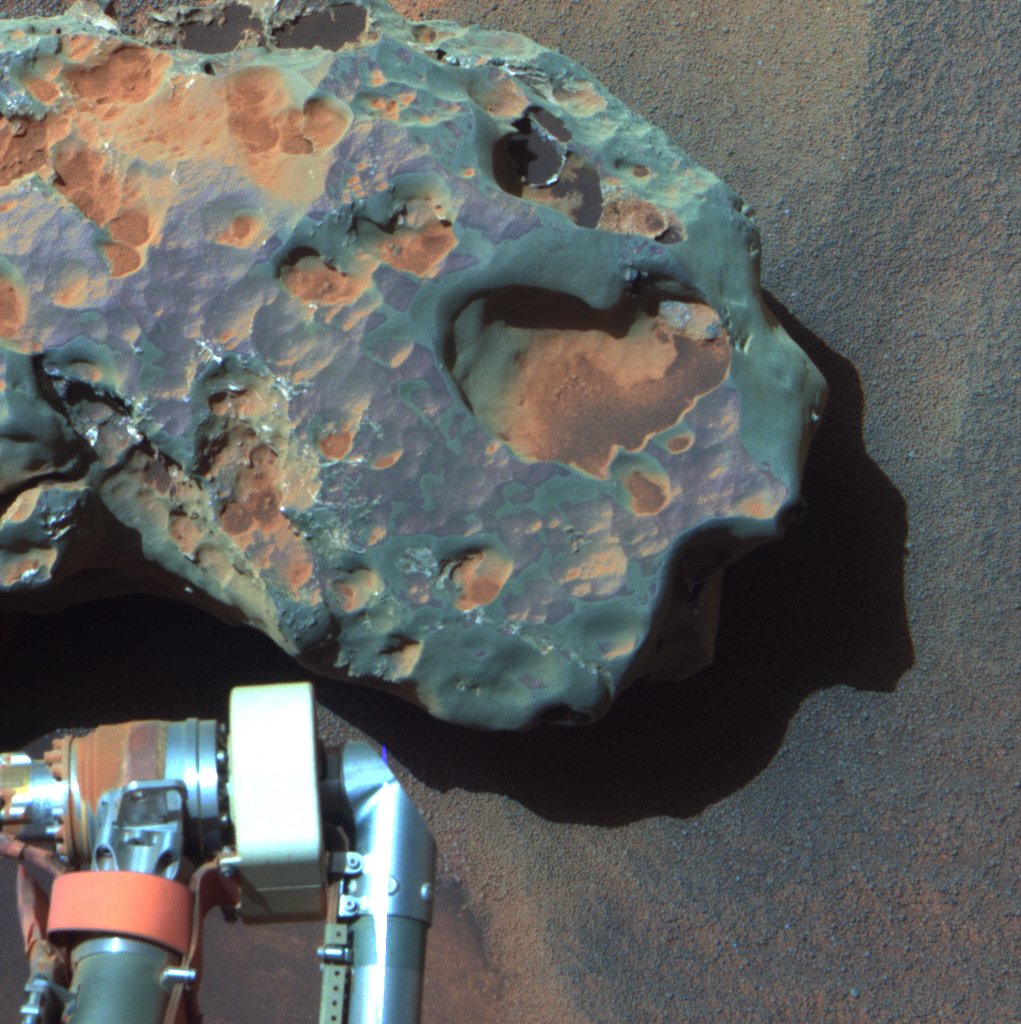
2010年9月24日拍摄的陨石特写照片。

 

## 另请查看
- 再入——物体从太空进入大气层的过程
- 布洛克岛陨石
- 弹跳岩
- 陨石学辞汇
- 隔热罩岩
- 火星岩石列表——维基媒体列表条目
- 麦基诺岛陨石
- 火星——距离太阳第四近的行星
- 火星探测漫游者——2003年火星探测计划
- 谢尔特岛陨石